# Apatophysis tonkinea
Apatophysis tonkinea là một loài bọ cánh cứng trong họ Cerambycidae.